# خولیو ایریگوین
خولیو ایریگوین (اسپانیایی: Julio Irigoyen‎; ۱ ژوئیهٔ ۱۸۹۴ – ۲۹ اوت ۱۹۶۷) کارگردان فیلم و فیلم‌نامه‌نویس اهل آرژانتین بود.